# Rose Cleveland
Niektóre z zamieszczonych tu informacji wymagają weryfikacji.
 Po wyeliminowaniu niedoskonałości należy usunąć szablon [[Szablon:Dopracować|]] z tego artykułu.
Rose Elizabeth Cleveland  (ur. 13 czerwca 1846, zm. 22 listopada 1918 w Bagni di Lucca) – pierwsza dama Stanów Zjednoczonych Ameryki w latach 1885–1886 jako siostra prezydenta Grovera Clevelanda.

## Życiorys
Gdy jej brat został prezydentem USA, postanowił oddać Rose obowiązek prowadzenia Białego Domu. Rose zarabiała na życie piórem. Niezamężna, niektórym obserwatorom wydawała się w „męskim typie”. Zajmowała się nauczaniem, zaś jej książka George Elliot’s Prose and Other Studies (Proza George’a Elliota oraz inne studia) odniosła spory sukces, ostatecznie przyniosła jej prawie 25 000 dolarów zysku pochodzącego z procentów od sprzedanych egzemplarzy. Rose przestała być pierwszą damą, gdy jej brat ożenił się z Frances Cleveland.
W wieku 44 lat Rose rozpoczęła lesbijski związek z bogatą wdową Evangeline Simpson. Stosunki między kobietami ochłodziły się, kiedy Evangeline ponownie wyszła za mąż. Po śmierci męża pani Simpson w 1910 roku, związek Rose ponownie odżył. Kobiety przeniosły się do Włoch, gdzie razem żyły. Rose zmarła w 1918 roku, Evangeline została pochowana razem z nią 12 lat później.